# Thälmann-Bataillon

Flagge der Interbrigaden

Das Thälmann-Bataillon war ein Teil der XI. Internationalen Brigade im Spanischen Bürgerkrieg. Ebenso wie die Gruppe Thälmann und die Centuria Thälmann leitete das Thälmann-Bataillon seinen Namen von Ernst Thälmann ab, der von 1925 bis 1933 Vorsitzender der Kommunistischen Partei Deutschlands (KPD) war, 1933 von den Nationalsozialisten verhaftet wurde und bis zu seiner Ermordung 1944 inhaftiert blieb.

## Geschichte

### Thälmann-Bataillon
Das Thälmann-Bataillon war das erste Bataillon, welches nach den Organisationsprinzipien des Fünften Regimentes formiert wurde. Die Aufstellung des Thälmann-Bataillons erfolgte in Navacerrada Anfang August auf Befehl von Juan Modesto vom Fünften Regiment. Es bestand aus fünf Kompanien sowie einer Pioniereinheit. Seit Mitte August kämpfte die 2ª und 5ª Kompanie des Bataillons im Frontabschnitt bei Guadarrama, wobei das Thälmann-Bataillon in Navacerrada bis Mitte September verblieb. Ab September kämpfte das Thälmann-Bataillon bei Peguerinos und ab Mitte September nach der Schlacht von Talavera bei Talavera und bei Seseña in der Tajo-Ebene. Nach dem Beschluss der republikanischen Regierung in Madrid erfolgte Ende Oktober 1936 die Schaffung einer spanischen Volksarmee, des Ejército Popular de la República Española, sodass das Thälmann-Bataillon mit den Acero Kompanien und der Brigade Victoria Teil der 1ª Brigada Mixta wurde. Kommandeur der 1ª Brigada Mixta der spanischen Volksarmee wurde Enrique Líster. Ab dem 25. Oktober erfolgte die Eingliederung des Thälmann-Bataillons in die IX. Brigada Móvil de Choque, einer internationalen Brigade. Nach der Eingliederung hatte die motorisierte Brigade mit 600 Brigadisten die folgende Gliederung:
I. Deutsches-Bataillon (deutsch)

II. Commune-de-Paris-Bataillon (französisch)

III. Garibaldi-Bataillon

IV. Dąbrowski-Bataillon

V. Thälmann-Bataillon
In Folge wurde am 1. November 1936 aus der IX. Brigada Móvil de Choque die XI. Internationale Brigade. Die Einheit kämpfte in Villaverde, einem Vorort von Madrid, am 5. bis zum 6. November. Bei den Kämpfen um Madrid erlitt die XI. Internationale Brigade hohe Verluste, sodass das Thälmann-Bataillon in Albacete neu formiert werden musste.

### XII. Internationale Brigade
Am 9. November 1936 wurde in Albacete, dem neuen Hauptquartier der Internationalen Brigaden, das Thälmann-Bataillon neu aufgestellt. Einige Angehörige des Thälmann-Bataillons waren ehemalige Milizionäre der Centuria Thälmann. Gleichzeitig mit dem Thälmann-Bataillon erfolgte auch die Formierung des Garibaldi-Bataillons und des André-Marty-Bataillons in Albacete. Die drei Bataillone wurden Teil der XII. Internationalen Brigade mit der folgenden Zusammensetzung:
I. Thälmann-Bataillon
- Deutsche Kompanie
- Polnische Kompanie
- Balkanische Kompanie
- Englische Maschinengewehr-Einheit

II. Garibaldi-Bataillon

III. André-Marty-Bataillon
Der Kommandeur der XII. Internationalen Brigade war Máté Zalka (besser bekannt als General Lukacz). Zum politischen Kommissar wurde Luigi Longo ernannt. Kommandeur des Thälmann-Bataillons war Ludwig Renn. Das Bataillon erhielt die Bezeichnung No 5.
Nach der Formierung in Albacete wurde die XII. Internationale Brigade zur Madrider Front, nach Chinchón, beordert.

### Schlacht um Madrid

#### Cerro de los Ángeles

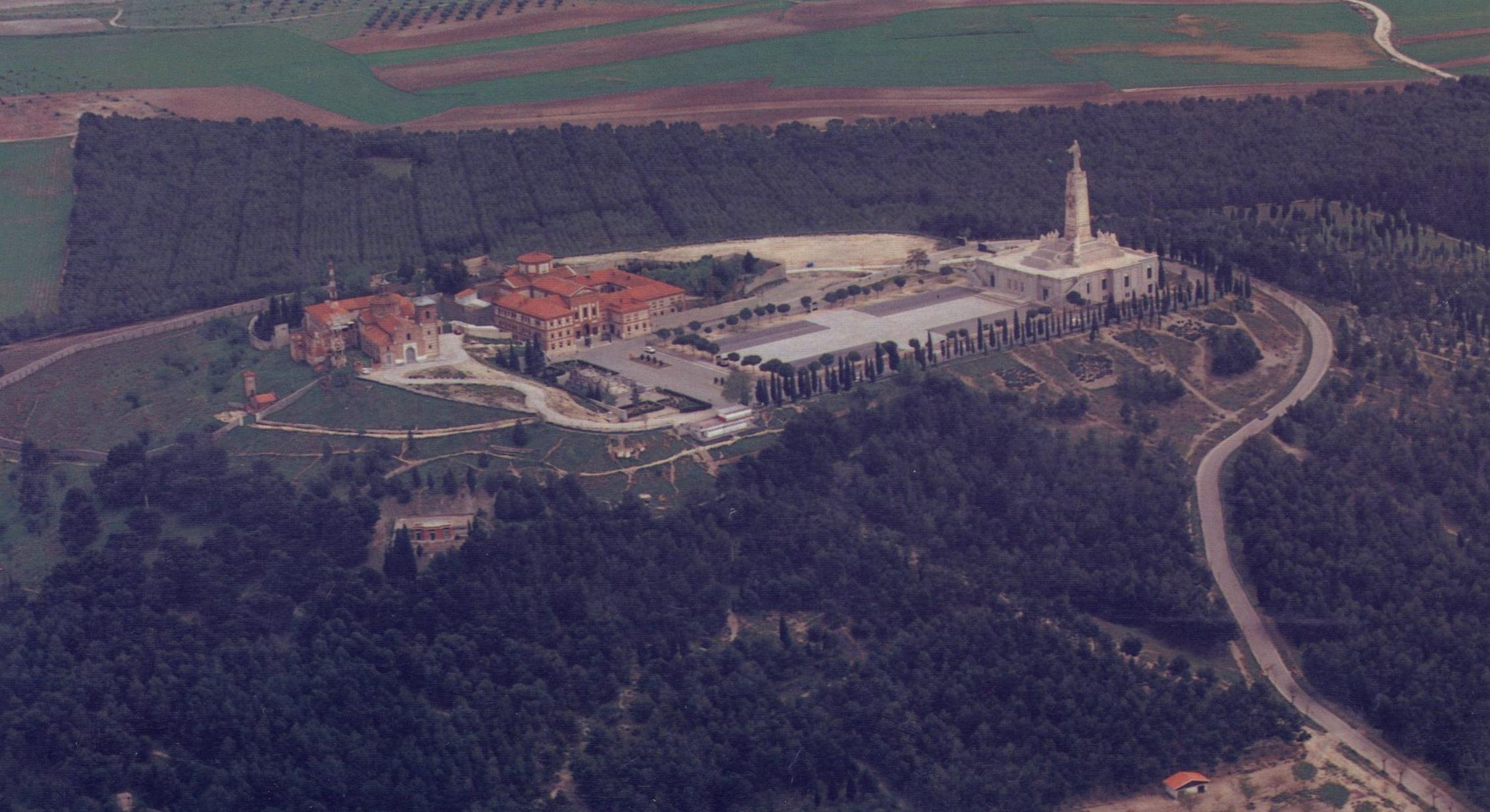
Blick auf den Komplex Cerro de los Ángeles

Durch den Erfolg der republikanischen Kräfte, denen es mit der XI. Internationalen Brigade und den anarchistischen CNT-Milizeinheiten von Buenaventura Durruti gelang, im Norden von Madrid im Universitätsviertel den Vorstoß der Nationalisten zum Stehen zu bringen, beschloss das Oberkommando der Republikaner, im Süden von Madrid das Kloster Cerro de los Ángeles und den Flugplatz Getafe zurückzuerobern. Die XII. Internationale Brigade rückte von Chinchón ab. Über San Martín de la Vega erreichte das Thälmann-Bataillon mit dem Garibaldi-Bataillon und weiteren spanischen Brigaden seine Ausgangsstellung am La Marañosa. Am 13. November 1937 um 10:15 rückte die XII. Internationale Brigade, aber ohne das André-Marty-Bataillon, auf die Ortschaft Perales del Rio vor. Nach der Besetzung von Perales del Rio und der Sicherung der Ortschaft rückte das Thälmann-Bataillon mit dem Garibaldi-Bataillon um 14:30 Uhr auf das Kloster Cerro de los Ángeles vor. Dem Thälmann-Bataillon gelang es, Stellungen an den Klostermauern zu besetzen. Aufgrund der Tatsache, dass dem Thälmann-Bataillon Sprengstoff fehlte, verharrte das Bataillon bis zum Abend in Stellungen vor den Klostermauern. Nach dem gescheiterten Angriff am 13. November 1937 auf das Kloster zogen sich zuerst das Garibaldi-Bataillon mit dem André-Marty-Bataillon nach Perales del Rio zurück und in Folge auch das Thälmann-Bataillon. Bei diesem Rückzug löste sich die militärische Formation der XII. Internationalen Brigade komplett auf, zum Beispiel kehrte die deutsche Kompanie des Thälmann-Bataillons in die Ausgangsbasis nach Chinchón zurück.
Nach der Reorganisation der XII. Internationalen Brigade am folgenden Tag erhielt am Abend das Thälmann-Bataillon den Befehl, einen spanischen Truppenteil auf der Anhöhe Cabeza Fuerte abzulösen. Das Thälmann-Bataillon rückte aus und besetzte mehrere Anhöhen, rechts der Anhöhe Cabeza Fuerte. Zudem bezog rechts der Anhöhe das Garibaldi-Bataillon Stellung, wobei links des Thälmann-Bataillons keine Stellung besetzt wurden. Nach dem Abzug eines spanischen Bataillons auf der linken Seite erhielt am 16. November 1936 um 09:00 Uhr auch das Thälmann-Bataillon mit dem Garibaldi-Bataillon den Befehl zum Rückzug. Das Bataillon erreichte am Nachmittag seine Ausgangsstellung wieder in Chinchón.

#### Universitätsquartier von Madrid (Moncloa-Palast)
Am 15. November 1936 durchbrachen die Nationalisten die republikanischen Stellungen im Bereich des Universitätsviertels von Madrid. Es gelang den Nationalisten, tief in das Universitätsviertel vorzurücken, trotz heftiger Gegenwehr seitens der XI. Internationale Brigade, der Kolonne Durruti sowie anderer spanischer Milizverbände. Unterstützt durch starkes Artilleriefeuer drangen marokkanische Kolonialsoldaten und Fremdenlegionäre in das Universitätsquartier von Madrid vor. Obwohl es zu heftigen Gegenangriffen der XI. Internationalen Brigade und der Republikaner kam, gelang es den Nationalisten, den Universitätskomplex zu zwei Dritteln einzunehmen.

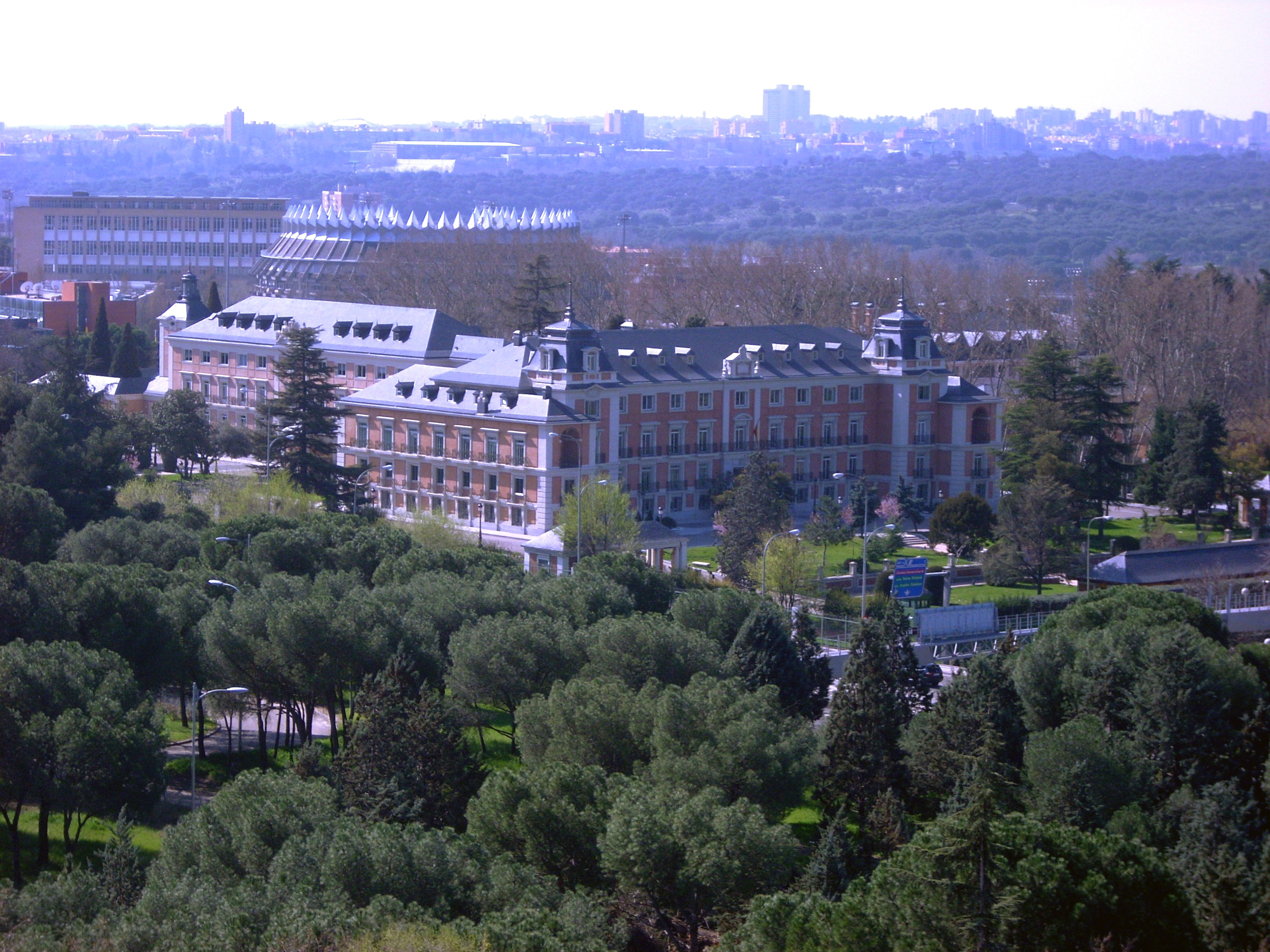
Blick auf den Komplex La Moncloa von der Universität von Madrid.

Am 17. November 1936 wurde das Thälmann-Bataillon an diesen Frontabschnitt beordert mit dem Auftrag, die Stellung Casa de Velázquez einzunehmen. Die XII. Internationale Brigade sollte zwischen der XI. Internationalen Brigade und spanischen Einheiten auf der linken Seite der XI. Internationalen Brigade angreifen. Das Thälmann-Bataillon erhielt aber den Auftrag, das Edgar-André-Bataillon von der XI. Internationalen Brigade am Moncloa-Palast abzulösen. Die deutsche Kompanie des Thälmann-Bataillons bezog mit dem Garibaldi-Bataillon Stellungen in einem Wald. In unmittelbarer Nähe der deutschen Kompanie besetzten die polnische Kompanie sowie die balkanische Kompanie des Thälmann-Bataillons Stellungen im Moncloa-Palast. Nach einem Angriff der Nationalisten mit Panzern zogen sich die polnische Kompanie sowie die balkanische Kompanie aus ihren Stellungen zurück. Der Kommandant des Thälmann-Bataillons, Ludwig Renn, befahl der deutschen Kompanie des Bataillons, die in einer Reservestellung lag, den sofortigen Gegenangriff. Der deutschen Kompanie gelang es bei diesen Gegenangriff, die Frontlinie wieder zu stabilisieren. Am 21. November 1936 griff ein Zug des Thälmann-Bataillons die verlorengegangen Gebäude des Moncloa-Palastes an. Es gelang dem Bataillon, bis auf das Hauptgebäude des Moncloa-Palasts, den Gebäudekomplex zurückzuerobern. Am 22. November 1936 um 08:30 Uhr erfolgte ein erneuter Angriff auf das Hauptgebäude des Moncloa-Palasts mit drei Panzern, der aber missglückte. Grund hierfür war, dass eine Panzerabwehrkanone den ersten Panzer im Tor zum Innenhof traf, sodass dieser die Zufahrt zum Hauptgebäude des Palasts blockierte. Nachdem im Laufe des Tages die Nationalisten einige Häuser des Palastes angegriffen hatten und sich die balkanische Kompanie des Thälmann-Bataillons zurückgezogen hatte, versuchte das Thälmann-Bataillon mit dem Garibaldi-Bataillon um 16:45 Uhr, diese Häuser zurückzuerobern. Es gelang aber nur dem Thälmann-Bataillon, einige dieser Häuser zurückzuerobern. Nach diesen Kämpfen wurde am 25. November 1936 das Thälmann-Bataillon vom Edgar-André-Bataillon der XI. Internationalen Brigade abgelöst.
Des Weiteren kämpfte das Thälmann-Bataillon in den Bereichen der Philosophischen Fakultät und im Universitätsklinikum des Universitätsviertels. Im Universitätsklinikum legte das Thälmann-Bataillon Sprengladungen in Aufzüge und schickte sie in den von den marokkanischen Kolonialsoldaten besetzten ersten Stock, wo sie losgingen.

#### Umgruppierung der XI. Internationale Brigade
Am 29. November 1936 sollte das Kommando über die XI. Internationale Brigade an Hans Kahle, den Kommandeur des Edgar-André-Bataillons und Ludwig Renn, den Kommandeur des Thälmann-Bataillons, übertragen werden. Aufgrund eines Angriffes der Nationalisten auf den Moncloa-Palast sowie des Todes von Hans Beimler verzögerte sich die Übergabe des Kommandos bis zum Dezember 1936. Nach einer von der Brigadeführung aufgestellten Liste vom 3. Dezember 1936 lag die Mannstärke des Thälmann-Bataillons bei 252. Laut dieser Liste war das Thälmann-Bataillon bereits Teil der XI. Internationalen Brigade. Die Brigade hatte nach der Liste die folgende Zusammensetzung:
I. Edgar-André-Bataillon

II. Commune-de-Paris-Bataillon

III. Dąbrowski-Bataillon

IV. Thälmann-Bataillon
Zu der Brigade gehörten des Weiteren eine spanische Batterie, ein Kavallerie-Peloton und eine Panzerabwehrgruppe. Im Zuge einer erneuten Umgruppierung der Internationalen Brigaden zur Sprachhomogenisierung wurde die XI. Internationale Brigade umgruppiert. Am 4. Dezember 1936 ging die Führung der XI. Internationalen Brigade von General Kleber auf Hans Kahle und Ludwig Renn über. Die Brigade hatte nach der Umgruppierung die folgende Zusammensetzung:
I. Edgar-André-Bataillon

II. Commune-de-Paris-Bataillon

III. Thälmann-Bataillon

IV. Asturias-Heredia-Bataillon
Nach den heftigen Kämpfen im Universitätsviertel von Madrid, am Moncloa-Palast, beruhigte sich die Madrid-Front, so dass die XI. Internationale Brigade der Reserve zugeteilt wurde. Am 6. Dezember 1936 wurde die Brigade von der vordersten Frontlinie im Universitätsquartier zurückgezogen und bezog Reservestellungen ein Stück jenseits des Flusses Manzanares. Der Stab der XI. Internationale Brigade befand sich im El Prado.
Nach dem Beschluss der militärischen Führung erfolgte die Abspaltung des spanischen Asturias-Heredia-Bataillons von der XI. Internationale Brigade, da dieses Bataillon der Kern einer neuen spanischen Brigade werden sollte. Nach Ludwig Renn war das Asturias-Heredia-Bataillon eines der besten spanischen Bataillone.

#### Boadilla del Monte
Im Dezember 1936 versuchten die Truppen von Franco, Madrid von Nord-West zu umfassen, um die Stadt weiter einzukreisen. Des Weiteren war das Ziel der Offensive, die Wasserversorgung und die Stromversorgung von Madrid aus der Sierra de Guadarrama zu kappen. Diese Offensive wird im Spanischen als die erste Schlacht um die Straße nach Coruña bezeichnet (Primera Batalla de la Carretera de Coruña). Die nationalistische Offensive begann am 3. Dezember und wurde am 13. Dezember intensiviert. Nach der Einnahme von Boadilla del Monte am 14. Dezember wurden die Internationalen Brigaden in den Kampf geworfen. Dem Thälmann-Bataillon mit dem Dąbrowski-Bataillon gelang es, Boadilla del Monte zurückzuerobern. Nach einer Umzingelung des Ortes durch die Truppen Francos kam es zu schweren Kämpfen innerhalb von Boadilla del Monte. Die beiden Bataillone ließen 78 Tote zurück. Von den ehemaligen 18 Engländern des Bataillons waren 8 schon bei den früheren Kämpfen um Madrid gefallen. Weitere 8 fielen bei diesen Kämpfen. Nach der Einnahme von Boadilla del Monte und Villanueva de la Cañada beendeten die Nationalisten die Offensive.

#### Las Rozas
Bereits am 2. Januar 1937, im Vorfeld der Kämpfe bei Las Rozas de Madrid, erfuhr das Oberkommando der Republikaner davon, dass die Nationalisten erneut planten, Madrid von Nord-West zu umfassen. Der Angriff der Nationalisten erfolgte in den Morgenstunden des 3. Januars 1937. Die drei Internationalen Bataillone der XI. Internationalen Brigaden bildeten mit sechs spanischen Bataillonen einen eignen Abschnittstab und hielten Stellungen von Villanueva del Pardillo über Monte del Pilar und Pozuelo bis Villa von Oriol bei Madrid. Am 4. Januar erreichten die Nationalisten die ersten Häuser des Ortes Las Rozas an der Eisenbahnstrecke. Zur Verstärkung sandten die Republikaner das Commune-de-Paris-Bataillon nach Pozuelo sowie das Edgar-André-Bataillon und das Thälmann-Bataillon nach Las Rozas. Am 5. Januar griffen die Nationalisten erneut an und erreichten die Straße von Madrid nach A Coruña, aber den internationalen Brigaden gelang, es ihre Stellungen zu halten. Dennoch wurde das Thälmann-Bataillon umzingelt. Am nächsten Tag sandte Kléber dem Thälmann-Bataillon einen Angriffsbefehl. Die Überlebenden des Bataillons meldeten Kléber: „Unmöglich. Das Bataillon ist vernichtet.“ Dieses Gefecht überlebten nur 35 Brigadisten der ehemaligen Centuria Thälmann.
Aufgrund der extrem hohen Verluste während der Kämpfe bei Las Rozas wurde das Bataillon in den frühen Morgenstunden des 8. Januar 1937 vom Edgar-André-Bataillon abgelöst. Nach einer erneuten Alarmierung am 10. Januar kam am 11. Januar 1937 der Abmarschbefehl mit der Anordnung ohne jegliche militärische Ausrüstung nach Murcia in Südspanien abzurücken.

#### Integration von Spaniern in das Thälmann-Bataillon
Aufgrund der Verluste der XI. Internationalen Brigade bei Las Rozas erfolgte am 19. Januar 1937, nach der Verlegung der Brigade nach Murcia die Integration von 500 Deutschen in das Thälmann-Bataillon und in das Edgar-André-Bataillon. Zudem erfolgte am 23. Januar die Integration von 900 Spaniern in die Internationale Brigade. Die Einbindung der Spanier erfolgt derart, dass in jede der vier Kompanien der drei internationalen Bataillone, dem Edgar-André-Bataillon, dem Commune-de-Paris-Bataillon und dem Thälmann-Bataillon ein spanischer Zug integriert wurde. Nach der Integration der Spanier bestand die XI. Internationale Brigade mit dem sozialistischen spanischen Asturias-Heredia-Bataillon zur Hälfte aus Spaniern. Nach dieser Umgruppierung hatte die XI. Internationale Brigade die folgende Zusammensetzung:
I. Edgar-André-Bataillon

II. Commune-de-Paris-Bataillon

III. Thälmann-Bataillon

IV. Asturias-Heredia-Bataillon
Nach der Integration eines weiteren anarchistischen spanischen Bataillons in die XI. Internationale Brigade am 29. Januar erhielt die Brigade am 4. Februar, ohne die beiden spanischen Bataillone, den Abmarschbefehl zur Zentrumsfront nach Morata de Tajuña bei Madrid.

### Schlacht am Jarama
Die Schlacht am Jarama begann am 5. Februar mit Angriffen auf die republikanischen Stellungen in der Talebene zwischen La Marañosa und Ciempozuelos. Teile der republikanischen Armee von Sebastián Pozas waren bereits auf der Flucht, als die Elitebrigaden von Enrique Líster und El Campesino die Front stabilisierten. José Miaja sandte zudem die XI. Internationale Brigade mit dem Thälmann-Bataillon zum Fluss Jarama. Am 9. Februar 1937 bezogen die republikanischen Einheiten Stellungen entlang dem Höhenzug am Ostufer des Jarama. Direkt nach dem Eintreffen der XI. Internationale Brigade am 11. Januar 1937 wurde zum wiederholten Mal ein spanisches Bataillon in die Brigade eingruppiert. Nach dieser Umgruppierung hatte die XI. Internationale Brigade die folgende Zusammensetzung:
- I. Edgar-André-Bataillon
- II. Commune-de-Paris-Bataillon
- III. Thälmann-Bataillon
- IV. Unbekanntes spanisches Bataillon

Während der Schlacht, am 12. Februar, drängte die XI. Internationale Brigade mit dem Thälmann-Bataillon, dem Dimitrow-Bataillon und einer sowjetischen Panzereinheit die nationalistische Brigade von Eduardo Sáenz de Buruaga zum Fluss Jarama zurück. Am 17. Februar befahl José Miaja der XI., XII. XIV. und XV. Internationale Brigade einen großen Gegenangriff. Diese vier Internationalen Brigaden hielten die Front von Arganda del Rey bis Morata de Tajuña. Der einzige Erfolg war, dass die nationalistischen Truppen im nördlichen Teil des Kampfgebietes vor Arganda del Rey zurückweichen mussten. Die Internationalen Brigaden erlitten bei diesen Angriffen hohe Verluste.

### Erneute Umgruppierung der XI. Internationale Brigade
Vor der Schlacht von Brunete im Juli 1937 erfolgte die Neugruppierung der Internationalen Brigaden. Die Brigade hatte nach der Umgruppierung die folgende Zusammensetzung:
I. Edgar-André-Bataillon

II. Thälmann-Bataillon

III. Hans-Beimler-Bataillon

IV. 12.-Februar-Bataillon

### Schlacht von Brunete
Zu Beginn der Schlacht von Brunete, am 6. Juli 1938, bezog die 35. Division mit der XI. Internationale Brigade, der 32. Brigade und 108. Brigade Reservestellungen hinter der 11. Division von Enrique Líster. Nach dem Einsatzbefehl vom Edgar-André-Bataillon und dem Thälmann-Bataillon gegen 11:00 Uhr erfolgte gegen Abend der Einsatzbefehl für das 12.-Februar-Bataillons.
Am 9. Juli 1938 erhielt die 35. Division den Befehl, in südlicher Richtung anzugreifen, wobei die XI. Internationale Brigade Reservestellungen hinter der 108. Brigade bezog. Am 10. Juli 1938 um 08:00 Uhr erreichte das Hans-Beimler-Bataillon mit dem halben 12.-Februar-Bataillon den Frontabschnitt, wobei das Thälmann-Bataillon und das Edgar-André-Bataillon in ihren Stellungen im südlichen Frontabschnitt verblieben.
Am 25. Juli 1938 erfolgte aufgrund der nationalistischen Offensive zur Begradigung der Frontlinie der Befehl zur Rücknahme der XI. Internationalen Brigade aus den Stellungen bei Quijorna. Die Brigade bezog mit dem Thälmann-Bataillon, dem Edgar-André-Bataillon und dem Hans-Beimler-Bataillon neue Stellungen südlich der Straße von Quijorna nach Villanueva de la Cañada, nördlich des Morales-Baches, wobei das 12.-Februar-Bataillon in einer Ausgangsstellung verblieb. Durch das Zurückweichen der 32. Brigade erhielt das 12.-Februar-Bataillon den Auftrag, in diesem Bereich die Front zu stabilisieren. Dazu bezog das Bataillon Stellungen zwischen Quijorna und Villanueva de la Cañada neben dem Thälmann-Bataillon. Das Vorgehen des 12.-Februar-Bataillons erlaubte dem Thälmann-Bataillon, die Frontline zu halten.

### Schlacht von Teruel
Zehn Tage nach der Schlacht von Teruel, in der Schlacht am Alfambra, kämpfte die XI. Internationale Brigade zwischen dem 5. und 8. Februar 1938 im Gebiet des Flusses Alfambra, etwa 25 Kilometer nördlich der Stadt Teruel. In diesem Bereich begannen die Nationalisten mit einer Offensive auf Alto de Celadas und El Muletón, zwei Anhöhen, von denen aus das Tal des Flusses Alfambra beherrscht wird.
Im April 1938, während der Aragonoffensive, versuchte die XI. Internationale Brigade bei Tortosa, das Vorrücken der Nationalisten zum Mittelmeer zu verhindern, obwohl die Brigade bereits durch Bombenangriffe weitgehend aufgerieben worden war.
Willi Bredel war Kriegskommissar des Thälmann-Bataillons und hat seine Erlebnisse in der Reportage Begegnung am Ebro (1939) festgehalten. Der Kommandeur Ludwig Renn schrieb über den Spanischen Bürgerkrieg das Buch Der spanische Krieg. Die XI. Internationale Brigade (Thälmann-Brigade), bestand aus ungefähr 1.500 Deutschen, Österreichern und Schweizern. Von 1936 bis 1939 starben etwa 3.000 deutschsprachige Antifaschisten auf Seiten der Spanischen Republik.
Das Lied Spaniens Himmel von Gudrun Kabisch (Pseudonym Karl Ernst) (Text) und Paul Dessau (Pseudonym Peter Daniel) (Musik) erinnert an die Teilnahme des Thälmann-Bataillons am spanischen Bürgerkrieg. Es ist auch heute in der sozialistischen Bewegung noch weit verbreitet, teilweise selbst bekannt unter dem Titel Thälmann-Bataillon. Bekannter Interpret dieses und anderer Lieder des spanischen Bürgerkrieges war Ernst Busch.

## Kompanien des Thälmann-Bataillons
- Maschinengewehr-Kompanie
- Primera Compañía Alemana (deutsche Kompanie)
- Compañía balcànica (Balkan Kompanie)
- Compañía polaca (polnische Kompanie)
- Grupo inglés-ruso blanco (englische und weißrussische Kompanie)
- Batería “Thaelmann” (Batterie Thälmann)

## Weitere Mitglieder des Thälmann-Bataillons
- Artur Becker, Remscheid
- Hans Beimler
- Franz Vehlow alias Louis Schuster (Politkommissar)[29]
- Ernst Busch
- Ludwig Renn, Kommandeur des Thälmann-Bataillons
- Willi Bürger Adjutant von Ludwig Renn
- Hans Hutter, Winterthur
- Walter Janka, Chemnitz
- Erich Kops
- Kurt Lichtenstein, Berlin
- Kurt Lohberger, Berlin
- Kurt Höfer
- Walter Munke, Politkommissar des Thälmann-Bataillons
- Hans Neumann, Darmstadt
- Josef Raab, Penzberg
- Willi Rom
- Bodo Uhse
- Erich Weinert
- Bruno Hinz
- Alwin Günther (Parteisekretär im Thälmann-Bataillon)
- Friedrich Dickel
- Arthur Franke
- Fritz Köhn
- Heinrich Rau (Brigadekommandeur)
- Richard Staimer (General Hoffmann)
- Conny Andersson (Skandinavier)[20]